# Zeitschrift für deutsche Bildung
Die Zeitschrift für deutsche Bildung erschien von 1925 bis 1943 im Verlag Moritz Diesterweg, herausgegeben von Ulrich Peters, Direktor der Pädagogischen Akademie in Kiel und Kopf der deutschkundlichen Geschichtsdidaktik, Johannes Reiske, Oberstudiendirektor in Berlin, und Karl Viëtor, Philologe in Gießen.

## Ausrichtung
Zum Geleit der ersten Ausgabe schreibt Herausgeber Ulrich Peters:

„Wir sind der Überzeugung, daß unser deutsches Volk trotz allen Krankheitserscheinungen im Kern seines Wesens gesund ist und daß seine Genesung nur von der Heimkehr der deutschen Seele zu sich selbst abhängig ist. Nicht mit gedanklichen Erwägungen können und wollen wir die Zeiten meistern, sondern mit der Besinnung auf das, was ewig ist in allem Wandel deutscher Lebensformen, auf den deutschen Volksgeist.“

Aus der Retrospektive urteilt Knut Engeler über die Ausrichtung der Zeitschrift:

„Die Zeitschrift sollte dazu dienen, das ‚deutsche Bildungsideal’ und damit eine ‚deutsche Erziehung’ klarer herauszuarbeiten. Sie wendete sich deshalb an Lehrer aller Schulgattungen. Fachwissenschaftliche Abhandlungen sollten nicht in das Blatt aufgenommen werden, was weitgehend durchgehalten wurde. Der Schwerpunkt liegt vor allem zu Beginn auf programmtisch-konzeptionellen Abhandlungen sowie unterrichtspraktischen Beiträgen. Es wird versucht, den ‚Bildungswert’ des Geschichtsunterrichts im deutschkundlichen Sinne zu bestimmen und den neuen, arbeitsschulischen Geschichtsunterricht durch Praxisberichte und Vorschläge für den Arbeitsunterricht zu veranschaulichen. Um Geschichtsunterricht geht es allerdings nur in einem Teil der Beiträge. Die Deutschkunde selbst, der Deutschunterricht und die Kulturkunde waren zunehmend die Referenzfächer bzw. -themen. Arbeitsunterricht oder Arbeitsschule wurden im Zusammenhang mit Geschichtsunterricht nicht explizit benannt, allerdings lassen sich in den Praxisberichten arbeitsunterrichtliche Prinzipien erkennen. In Verbindung mit Unterrichtsmitteln und in der Darlegung didaktische Konzepte werden Arbeitsunterricht bzw. Arbeitsschule benannt.“